# Gerhard Hradil
Dom Gerhard Karl Hradil, O.Cist. (* 28. října 1928 Vídeň) byl v letech 1983–1999 v pořadí 66. opatem cisterciáckého kláštera v Heiligenkreuzu.

## Život
Gerhard Hradil se narodil v roce 1928 ve Vídni a v roce 1947 maturoval na Humanistickém gymnáziu v Hietzingu. Téhož roku, 14. září, o slavnosti Povýšení svatého Kříže zahájil noviciát v klášteře v Heiligenkreuzu a při obláčce přijal řeholní jméno Gerhard. Po studiu na heiligenkreuzském teologickém institutu (což je dnešní Filosoficko-teologická vysoká škola Benedikta XVI.) byl 23. listopadu 1952 vysvěcen na kněze.
V letech 1959–1966 působil jako administrátor farnosti Trumau. V letech 1966–1982 byl v heiligenkreuzském klášteře novicmistrem, od roku 1977 zastával rovněž funkci převora. Dne 10. června 1983 byl zvolen v Heiligenkreuzu opatem a o měsíc později byl jako opat benedikován. V letech 1991–1997 byl předsedou Rakouské cisterciácké kongregace. V letech 1996–1999 byl rovněž představeným vídeňské komendy Řádu Božího Hrobu. Kapitula kláštera Heiligenkreuz rozhodla v roce 1998 o prodloužení jeho funkčního období jako opata. Dne 11. února 1999 však Gerhard Hradil ze zdravotních důvodů na tuto funkci rezignoval a odešel na emerituru. Novým opatem byl zvolen Gregor Henckel-Donnersmarck.
Po odchodu z funkce opata působil Gerhard Hradil nadále v Heiligenkreuzu jako klerikmistr (zodpovídal za formaci mnichů mezi časnými a věčnými sliby). Vedl rovněž duchovní cvičení (exercicie). Od roku 2011 působí jako šéfredaktor heiligenkreuzské klášterní ročenky Sancta Crux. V roce 2012 ho velmistr Řádu Božího Hrobu, kardinál Edwin Frederick O'Brien vyznamenal hodností Komtura.